# 三星镇 (金堂县)
三星镇，是中华人民共和国四川省成都市金堂縣曾经下辖的一个镇。2019年12月，撤消三星镇，所属行政区域划为栖贤街道的行政区域。

## 行政区划
三星镇撤销前下辖以下地区：
竹林社区、天灯社区、兰家店社区、川福号社区、来宝沱村、幸福村、星月村、四方村和双龙桥村。